# 순천 송광사 티베트문 법지
순천 송광사 티베트문 법지(順天 松廣寺 티베트文 法旨)는 전라남도 순천시 송광사 성보박물관에 소장되어 있는 티베트문 법지로, 송광사 16국사 중 제6세인 원감국사가 당시 충렬왕의 명을 받고 원나라를 방문하고 돌아오는 길에 원나라 세조인 쿠빌라이로부터 받아온 것이라 전해진다. 2003년 6월 26일 대한민국의 보물 제1376호로 지정되었다.

## 개요
현재 크고 작은 6장의 지편(紙片)으로 나뉘어 있는데 색깔은 고르지 못하지만 전체적으로 황토색계의 밝은 황갈색이며 종이의 두께, 색깔 및 필체 등으로 보아 본래는 1매의 문서인 것으로 보인다.
본 문건은 온전한 상태는 아니지만 내용상으로 보아 ①문서의 소지자에 대한 신분과 신분보장, ②신분을 보장해줄 자들에 대한 명시와 협조요청, ③문서 발급자의 증명부분 등으로 나누어 볼 수 있다.
이 유물은 고려시대 원나라와의 활발했던 불교교류사를 파악하는데 있어 매우 중요한 것으로 평가되고 있다.

## 같이 보기
- 송광사

## 참고 자료
- 순천 송광사 티베트문 법지 - 국가유산청 국가유산포털